# José Giovanni
José Giovanni, właśc. Joseph Damiani (ur. 22 czerwca 1923 w Paryżu, zm. 24 kwietnia 2004 w Lozannie) – francuski pisarz, scenarzysta i reżyser filmowy. Był pochodzenia korsykańskiego. W 1986 stał się naturalizowanym obywatelem Szwajcarii.

## Życiorys
W młodości jako przewodnik górski działał w ruchu oporu; po II wojnie światowej był członkiem gangu rabunkowego. Został aresztowany po jednym z napadów, w czasie którego zmarł poszkodowany; Giovanniego skazano na karę śmierci, po apelacjach został ułaskawiony. W ostatnich latach życia, nawiązując do swojej przeszłości, działał na rzecz walki z przestępczością młodocianych oraz stworzenia szansy powrotu do społeczeństwa byłych więźniów.
Autor 20 powieści i ponad 30 scenariuszy filmowych; wyreżyserował kilkanaście filmów i telewizyjnych przedstawień teatralnych.

## Wybrana filmografia

### Reżyser
- La rapace (1968)
- Dernier domicile connu (1969)
- La Scoumoune (1972)
- Dwaj ludzie z miasta (Deux hommes dans la ville, 1973)
- Mon père (2000)